# دودمان بیست و دوم مصر
دودمان بیست و دوم یکی از دودمان‌های پادشاهی مصر باستان است. به‌طور معمول این دودمان را در کنار دودمان‌های بیست و یکم، بیست و سوم، بیست و چهارم و بیست و پنجم مصر در یک گروه با نام دوره سوم میانی مصر می‌گنجانند. از آنجا که خاستگاه پادشاهان این دوده شهر بوباستیس بوده این دودمان را بوباستی هم می‌خوانند. بنیانگذار این دودمان ششونک یکم بود. فرعونان این دوده از پیرامون ۹۴۳ تا ۷۱۶ پیش از میلاد بر مصر فرمان راندند.